# Friedeburgerhütte
Friedeburgerhütte ist eine Ortschaft der Stadt Gerbstedt im Landkreis Mansfeld-Südharz in Sachsen-Anhalt.

## Geografie
Friedeburgerhütte liegt ca. 14 km nordöstlich von Eisleben und 4,3 km östlich von Gerbstedt im Tal des Flüsschens Schlenze, das bei Friedeburgerhütte einen Bogen nach Südosten macht. Am Dorf mündet ein weiteres von Norden kommendes Tal ein, durch dieses fließt auch ein Bach zur Schlenze fließt.  Nördlich von Friedeburgerhütte befindet sich ein bewaldeter Steilhang, der sich im Osten bis nach Thaldorf hinzieht. An diesem Steilhang windet sich über Serpentinen die Straße nach Ihlewitz.

### Ortschaftsgliederung
Zur Ortschaft Friedeburgerhütte gehören die beiden Dörfer Friedeburgerhütte und Adendorf.

## Geschichte
Am 1. Juli 1950 wurde die bis dahin eigenständige Gemeinde Adendorf eingegliedert.
Am 1. Januar 2010 schlossen sich die Gemeinden Friedeburgerhütte, Augsdorf, Hübitz, Ihlewitz, Rottelsdorf, Siersleben, Welfesholz und Zabenstedt mit der Stadt Gerbstedt zur neuen Stadt Gerbstedt zusammen. Die Verwaltungsgemeinschaft Gerbstedt, zu der Friedeburgerhütte gehörte, wurde aufgelöst.

## Kultur und Sehenswürdigkeiten

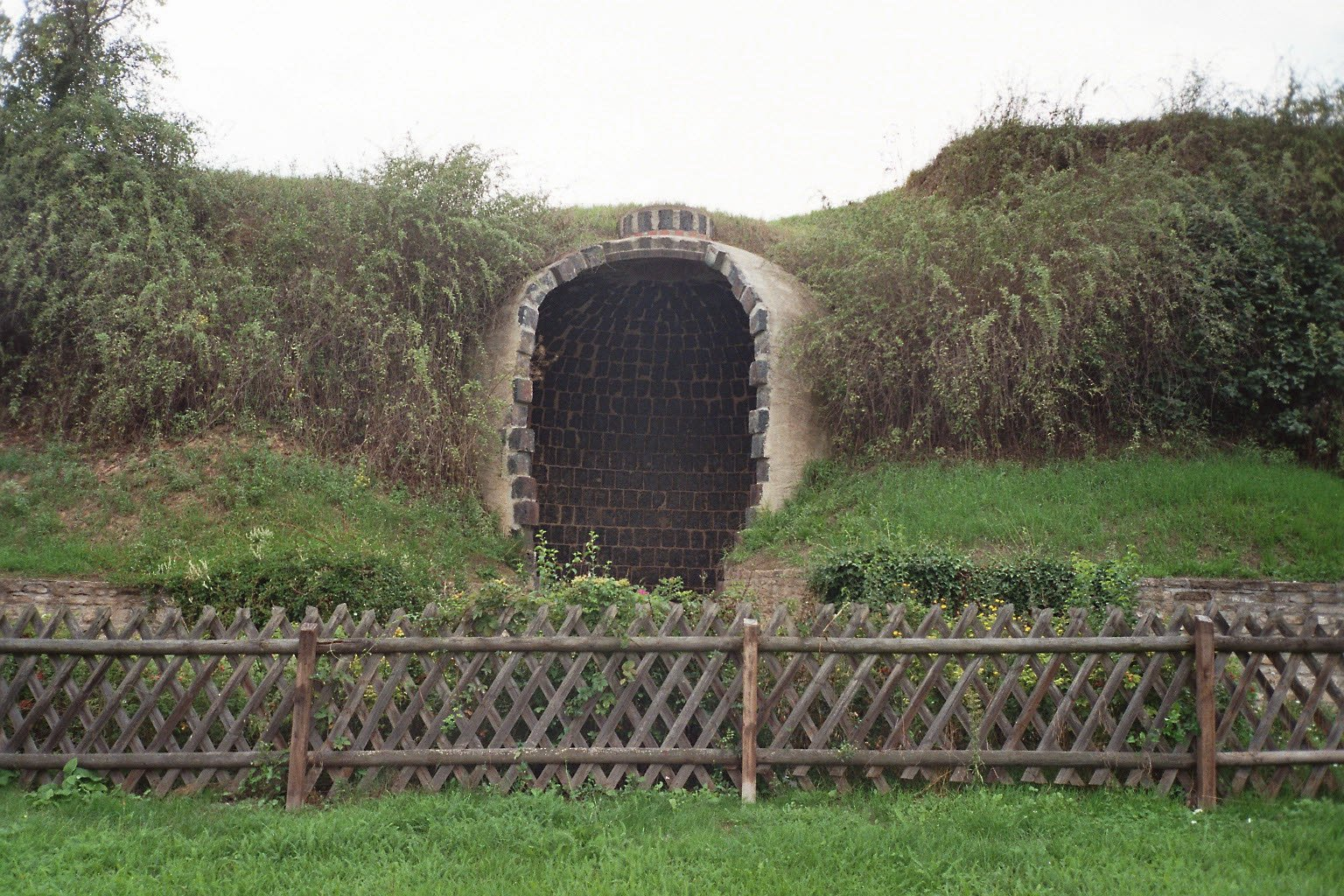
Eine der beiden Kornflaschen

### Bauwerke
- Kornflaschen, unterirdische flaschenförmige Silos, in denen Getreide gelagert wurde für die damaligen Bergarbeiter. Erbaut wurden sie um 1848, bei einer Höhe von ca. 9 m beträgt der Durchmesser ca. 4,50 m. Erhalten sind noch Reste von zwei Kornflaschen.
- Lichtloch des Schlüsselstollens, beim Bau des ca. 30 km langen Entwässerungsstollens wurde bei Friedeburgerhütte ein Lichtloch gebaut.
- Kirche St. Moritz im Ortsteil Adendorf, das Gebäude befindet sich im Norden von Adendorf, von der Hauptstraße gut sichtbar.

## Verkehr
Friedeburgerhütte liegt an der Verbindungsstraße Friedeburg (Saale) – Heiligenthal, hier zweigt ein Weg in Richtung Ihlewitz ab. Zur Bundesstraße 6, die Halle (Saale) mit Aschersleben verbindet, sind es in östlicher Richtung ca. 9, zur Bundesstraße 180 in westlicher Richtung ca. 11 km. Außerdem befindet sich in Friedeburgerhütte eine Bushaltestelle der VGS Südharz-Linie nach Ihlewitz.